# Mayo-Kebbi Ouest
Le Mayo-Kebbi Ouest est l'une des 23 régions du Tchad (Décrets N° 415/PR/MAT/02 et 419/PR/MAT/02) dont le chef-lieu est Pala. Elle correspond à une partie de l'ancienne préfecture du Mayo-Kebbi (sous-préfectures de Pala et Léré).

## Situation
La région est située au sud-ouest du pays, elle est frontalière du Cameroun.
| Extrême-Nord | Mayo-Kebbi Est   |                   |
| Nord         | Mayo-Kebbi Ouest | Tandjilé          |
|              | Nord             | Logone Occidental |

## Subdivisions
La région du Mayo-Kebbi Ouest est divisée en 4 départements :
| Département | Chef-lieu | Sous-préfectures                    |
| ----------- | --------- | ----------------------------------- |
| El-Ouaya    | Lagon     | Lagon, Bissi-Mafou, Guelo, Guetalet |
| Mayo-Dallah | Pala      | Pala, Gagal, Lamé, Torrock          |
| Lac Léré    | Léré      | Léré, Guégou, Lagon, Tréné          |
| Mayo-Binder | Binder    | Binder, Mboursou, Mbraou, Ribao     |

## Population
La population de la région était de 324 910 habitants en 1993 (RGPH).
Les groupes ethnico-linguistiques principaux sont les Moundang, les zimés, les Peuls, les Ngambay, les Moussey.

## Économie
Cultures vivrières, élevage, pêche, coton.

## Administration
Gouverneurs du Mayo-Kebbi Ouest (depuis 2002)
- ? : Ahmat Hassan Djimet (en poste en juin 2008)
- ? : Ahmadaye Abdelkérim (en poste en octobre 2009)
- 13 décembre 2010 : Hassane Saline[2]
- ? : Nodjitolabaye Kouladoumadji (en poste en juillet 2013)
- 2013 : Djidda Outman Moussa[3]

- 2014: Général Adoum Hamit Lode  Décret n' 184/PR/PM/MATD/2014.
- 2021 à 2023 : Général Zilhoube Pafalé Pataïdang